# 纳沃塔斯
纳沃塔斯，菲律賓華人译作那莫沓示（闽南语白話字：Nā-bo̍k-tap-sī），是菲律宾马尼拉大都会的城市之一，位于马尼拉市西北，西面为马尼拉湾。2007年升级为城市，人口共245,344人。城市辖区为狭长型，面积共10.77平方千米，下辖14个镇。主要经济产业为渔业。